# Chorebus longicornis
Chorebus longicornis é uma espécie de insetos himenópteros, mais especificamente de vespas parasíticas pertencente à família Braconidae.
A autoridade científica da espécie é Nees, foi descrita no ano de 1811.
Trata-se de uma espécie presente no território português.